# Garret FitzGerald
Garret FitzGerald (en irlandés: Gearóid Mac Gearailt) (Dublín, 9 de febrero de 1926-Phibsborough, 19 de mayo de 2011) fue el séptimo primer ministro (Taoiseach) de la República de Irlanda, cargo que ocupó en dos ocasiones (entre julio de 1981 y febrero de 1982; y entre diciembre de 1982 y marzo de 1987). FitzGerald fue elegido al Senado en 1965 y después, en 1969, miembro de la cámara baja como representante del Fine Gael. Entre 1973 y 1977 fue ministro de Asuntos Exteriores. FitzGerald fue líder del Fine Gael entre 1977 y 1987. Era hijo de Desmond FitzGerald, el primer ministro de Asuntos Exteriores del Estado Libre Irlandés que consiguió la independencia del Reino Unido en 1922. Al fallecer, FitzGerald era rector de la Universidad Nacional de Irlanda y presidente del Instituto de Asuntos Europeos, y era considerado el líder más sobresaliente del partido Fine Gael de esos años.

## Taoiseach 1981-1982
En el período en el que se celebraron las elecciones generales de 1981, el clientelismo en el Fine Gael podía igualar el del Fianna Fáil. El partido obtuvo 65 escaños y formó gobierno en minoría mediante una coalición con el Partido Laborista y el apoyo de varios independientes del parlament. FitzGerald fue elegido Taoiseach el 30 de junio de 1981.
FitzGerald mostró su dureza al nombrer a un gabinete joven e innovador. Los dos problemas fundamentales a los que FitzGerald tuvo que hacer frente durante su primera etapa fueron Irlanda del Norte y la precaria situación económica. FitzGerald trató la marcha de protesta en apoyo de los huelguistas de hambre del IRA de julio de 1981 con una combinación de contención y firmeza.
La crisis económica fue mucho peor de lo que FitzGerald había temido. El Fine Gael tuvo que desarrollar rebajas fiscales antes de las elecciones e inmediatamente se presentó un presupuesto draconiano a mitad de ejercicio. El presupuesto de julio parecía muy austero para un gobierno que dependía del apoyo de los parlamentarios independientes. Sin embargo, el segundo presupuesto presentado por John Bruton condujo a la una sorprendente derrota en el Parlamento el 27 de enero de 1982. 
FitzGerald consideró esta derrota una muestra de falta de confianza y se dirigió a Áras an Uachtaráin para solicitar del presidente Patrick Hillery la inmediata disolución del Parlamento. Al llegar, le informaron de que las principales figuras de la oposición y algunos independientes, entre los que se destacaban el líder del Fianna Fáil y antiguo primer ministro Charles Haughey, Brian Lenihan y Sylvester Barret habían solicitado que el presidente no disolviera la cámara, tal y como está constitucionalmente autorizado cuando el Taoiseach haya 'dejado de mantener el apoyo de la mayoría de la Dáil Éireann'. Querían que la propia Dáil invistiera a otra persona para el cargo. El Presidente rechazó las presiones y disolvió la cámara baja.
En las siguientes elecciones generales (febrero de 1982), el Fine Gael perdió sólo dos escaños pero quedó apartado del poder. Sin embargo, se produjeron elecciones generales en noviembre de 1982 (las terceras en 18 meses) y supusieron el regreso de FitzGerald como Taoiseach, encabezando una coalición Fine Gael-Laboristas con una mayoría suficiente para gobernar.

## Taoiseach 1982-1987
La profunda recesión económica dominó el segundo mandato de FitzGerald tanto como el primero. La búsqueda de la rectitud fiscal para reducir la deuda nacional requirió un control más firme del gasto público que para los laboristas fue aceptable. Las relaciones armoniosas que el Taoiseach mantuvo con el Tánaiste, Dick Spring, consiguieron evitar la caída de la coalición durante más de cuatro años, a pesar de las tensiones entre otros ministros, y permitieron que el Gobierno sobreviviera. El Fine Gael quería reactivar la economía mediante el control del gasto público y recortes que redujeran el déficit público en el presupuesto. Las medidas propuestas por el ministro de Finanzas de FitzGerald, Alan Dukes, eran completamente inaceptables para un Partido Laborista que se encontraba bajo enorme presión de sus bases, que le exigían mantener los servicios públicos. Ambos partidos gubernamentales estaban atascados. Detuvieron el deterioro de la crisis pero no pudieron desarrollar acciones decisivas que generaran crecimiento económico. Con un pequeñísimo crecimiento económico y un gran nivel de desempleo, el Gobierno de FitzGerald acabó siendo muy impopular. La oposición del Fianna Fáil adoptó una línea oportunista y populista, rechazando cualquier reforma o recorte.
Durante esta segunda época como primer ministro de Irlanda, fue designado presidente de turno del Consejo Europeo durante el segundo semestre de 1984; sucedió a François Mitterrand y fue sustituido por Bettino Craxi.